# Triptófano hidroxilasa
La Triptófano hidroxilasa (TPH) es una enzima implicada en la síntesis del neurotransmisor serotonina y, por ello se ve intrínsecamente relacionada, a su vez, con las repercusiones que emergen de esta función, pues el sistema serotoninérgico es una de los principales vías neurotransmisoras del cerebro.

## Reacción catalizada
TPH es una monooxigenasa que incluye dos enzimas distintas, triptófano hidroxilasa 1 (TPH1) y triptófano hidroxilasa 2 (TPH2). La proteína, así como la tirosina hidroxilasa (TH) y la fenilalanina hidroxilasa (PAH) son miembros de la familia de hidroxilasas de L-aminoácidos aromáticos, que catalizan pasos clave en rutas metabólicas importantes.
Estas enzimas utilizan tetrahidrobiopterina (BH4) como coenzima encargada de proporcionar los dos electrones necesarios para la reducción del átomo de agua, y hierro (II) no unido a un grupo hemo como cofactor, así como oxígeno.
TPH cataliza la siguiente reacción:
 +  + O2 {\displaystyle \rightleftharpoons }  +  + H2O
L-triptófano + 5-hidroxitriptófano + O2 {\displaystyle \rightleftharpoons } 5-Hidroxitriptófano + pterina-4a-carbinolamina (4a-OH-BH4) + H2O

A grandes rasgos, TPH es responsable de la adición de un grupo hidroxilo a la posición 5 del anillo indol para formar 5-Hidroxitriptófano (5-HTP), que es la primera etapa  limitante de la síntesis de serotonina y melatonina.

Estructura tridimensional del triptófano

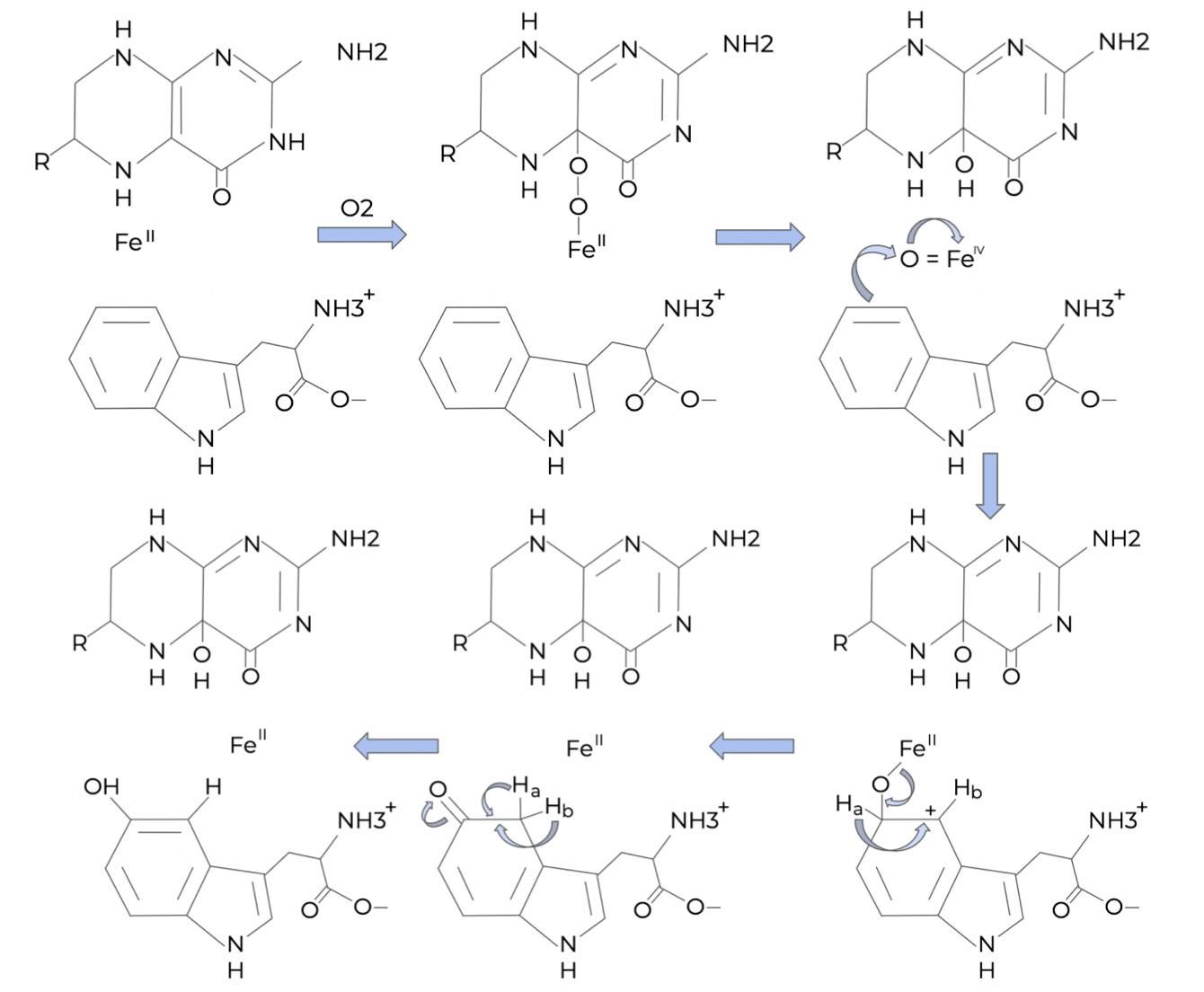
Reacción de hidroxilación del triptófano catalizada por TPH

 La reacción se puede describir en dos partes: la reacción de BH4, el oxígeno y el hierro (II) para formar un "intermedio hidroxilante activo", convirtiendo BH4 en el producto pterina-4a-carbinolamina (4a-OH-BH4), y la inserción de oxígeno e hidrógeno en forma de grupo hidroxilo en el aminoácido, para formar su forma hidroxilada: 5-HTP. La TPH no puede reaccionar productivamente con el oxígeno si no está unida tanto al triptófano como a BH4, ya que al unirse los sustratos a los centros activos, se producen cambios en la estructura tridimensional de la enzima mediante la aparición de movimientos de bucles de sitios activos. En la segunda parte de la reacción, la hidroxilación del triptófano, la TPH añade un átomo de oxígeno del oxígeno molecular (O2) al triptófano y reduce el otro átomo de oxígeno en forma de agua (H2O), que se libera como producto de la reacción, gracias al hecho de que BH4 se oxida y cede dos electrones. Estas dos reacciones están acopladas la una a la otra, de manera que por cada molécula de BH4 oxidada, se hidroxila una molécula de triptófano. Sin embargo, bajo ciertas condiciones puede suceder que se catalice la oxidación de BH4, sin catalizarse posteriormente la hidroxilación del aminoácido. El producto pterina que se forma en estas reacciones desacopladas es variable: se ha observado que puede formarse 4a-hidroxipterina, así como quinonoide dihidropterina.

## Función biológica e importancia de la serotonina y la melatonina
La actividad de TPH en el ser humano varía a lo largo de su vida. Se ha estudiado en el tronco del encéfalo. Al nacer, es bastante baja, representando una porción de un 5% del valor adulto. No obstante, TPH madura rápidamente y a las 2 semanas de edad representa un 30% del valor adulto. A la tercera semana ya alcanza el 60% del valor adulto, y al llegar a la cuarta semana ya llega a la totalidad. Por lo tanto, la proporción de esta enzima en un ser humano depende de su edad.
TPH cataliza la reacción que forma 5-HTP mediante la hidroxilación del triptófano. A continuación, 5-HTP es descarboxilado por el aminoácido aromático L-descarboxilasa o 5-Hidroxitriptófano descarboxilasa (AADC), dando lugar así a la serotonina o 5-hidroxitriptamina (5-HT), una monoamina biogénica.  Esta molécula es sintetizada principalmente en las neuronas del núcleo de rafe, donde mayoritariamente se encuentra TPH2, y luego es distribuida a otras áreas del cerebro. Tras su síntesis, la serotonina normalmente es almacenada en vesículas de secreción para evitar que pueda ser oxidada a ácido 5-hidroxindoleacético por las enzimas monoamina oxidasa y aldehído deshidrogenasa, mientras que en la sangre, donde se encuentra en mucha menor proporción, es almacenada en el interior de las plaquetas. La serotonina es solamente liberada al exterior de las neuronas del núcleo de rafe por secreción regulada como respuesta a estímulos neuronales y mecánicos.

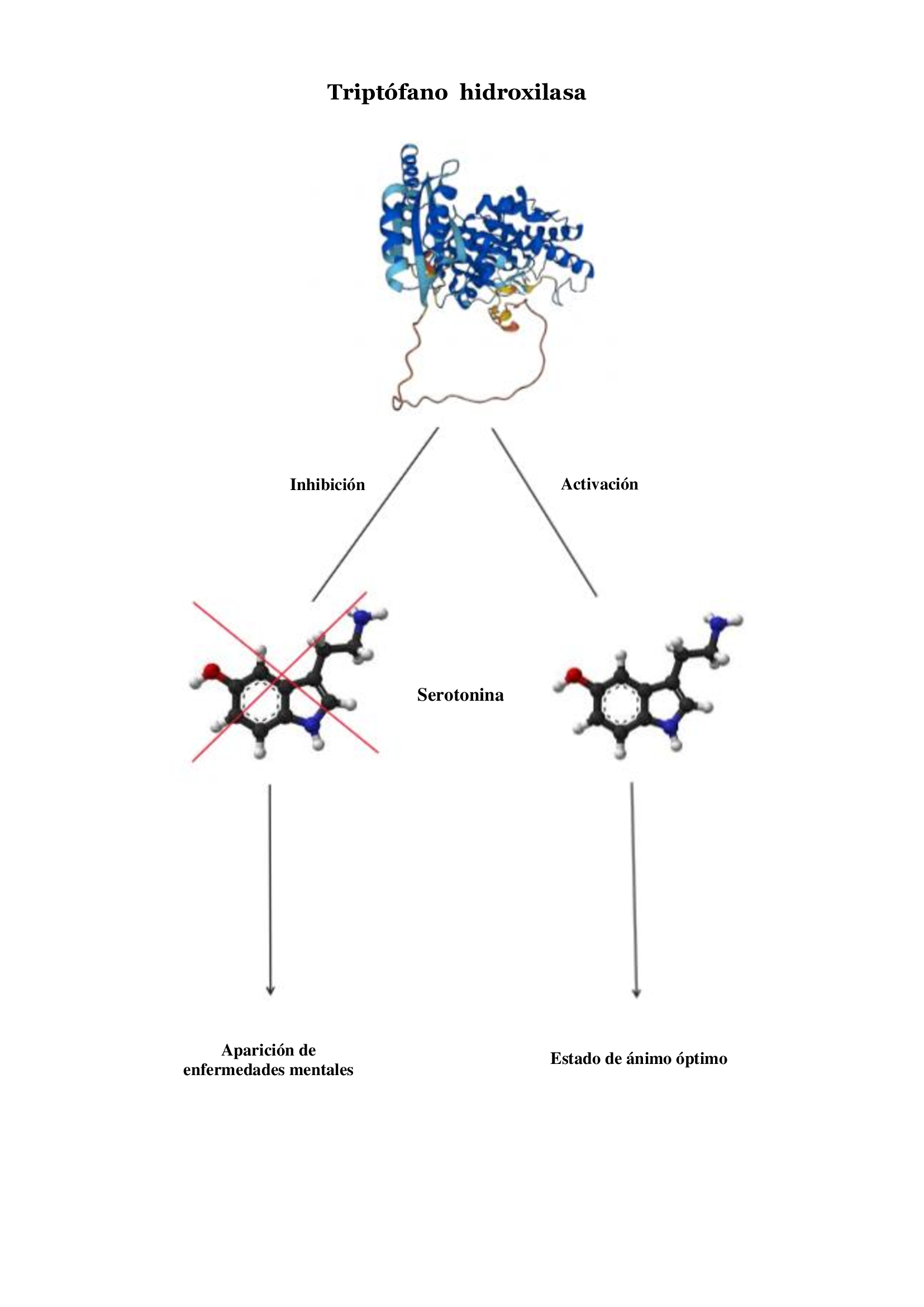
Efecto de la regulación de la enzima TPH en la producción de neurotransmisores, influyendo así en el estado mental de un individuo

La serotonina actúa por tanto como neurotransmisora y desempeña un papel crucial en múltiples procesos del cuerpo humano. Si bien es popularmente conocida como la "hormona de la felicidad", su función va más allá de limitarse a regular el estado de ánimo, la conducta y el aprendizaje. Aproximadamente el 90% de la serotonina se encuentra en el intestino, donde es liberada en respuesta a la ingesta de alimentos para impulsar las contracciones musculares y contribuir a la digestión. Así mismo, se cree que tiene un papel fundamental en el eje intestino-cerebro, que permite explicar la relación entre el estado de la microbiota intestinal y múltiples trastornos mentales. Además, también es la primera enzima de la ruta de síntesis de melatonina (N-acetil-5-metoxitriptamina). Concretamente, esta última se forma cuando la enzima N-acetiltransferasa (NAT) convierte la serotonina en N-acetilserotonina y, finalmente, la N-acetilserotonina es metilada en una reacción catalizada por la proteína hidroxilindol-O-metiltransferasa (HIOMT), para finalmente obtener melatonina. Una vez sintetizada, la melatonina se libera a la sangre y se distribuye por fluidos corporales como la saliva, la orina, los folículos preovulatorios, el semen, el líquido amniótico o la leche materna. Se metaboliza muy deprisa, fundamentalmente en el hígado, y sus metabolitos, principalmente la 6-sulfatoximelatonina, se eliminan por la orina.

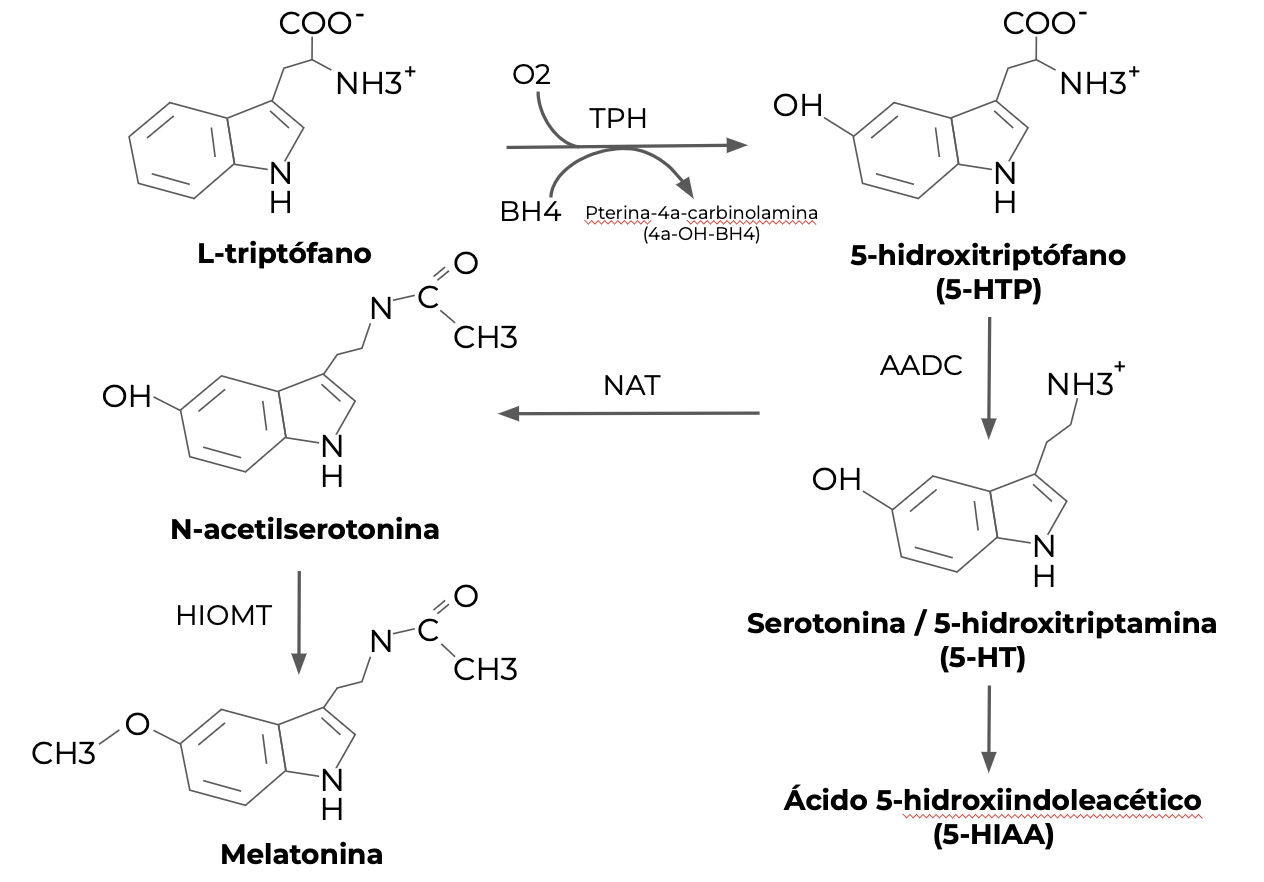
Vía biosintética de la serotonina y la melatonina

La melatonina es una hormona involucrada en el control del ritmo circadiano, referido a los cambios fisiológicos y conductuales que ocurren en un ciclo de 24 horas, es ejercido por el núcleo supraquiasmático, que responde a estímulos de luz y sincroniza al organismo mediante la síntesis rítmica de melatonina en la glándula pineal, que es la responsable de la sensación de somnolencia. Recíprocamente, la melatonina puede actuar sobre el núcleo supraquiasmático, favoreciendo su resincronización ante cambios ambientales. Los altos niveles de melatonina en sangre informan que es de noche a los órganos y tejidos y ayudan a organizar los ritmos homeostáticos. En cambio, a primera hora de la mañana, al exponernos a la luz, caen los niveles de melatonina, y es por ello que nos despertamos y comienza la vigilia.
Consecuencias del malfuncionamiento o déficit de TPH
Sin esta enzima no se podría catalizar la reacción de formación de 5-HTP y, por consecuente, de la serotonina. La falta de serotonina se traduce en la aparición de trastornos mentales como el autismo, la esquizofrenia, hiperactividad, ansiedad, trastorno obsesivo-compulsivo, agresividad, insomnio, estrés y depresión, entre otros. De ahí la importancia de consumir alimentos con triptófano, sustrato de la TPH que le permite catalizarlo en los precursores del neurotransmisor.
Los niveles de serotonina en el cuerpo humano son tan importantes que una variedad de medicamentos utilizados para tratar trastornos neuropsiquiátricos tienen como diana al sistema serotoninérgico. Así, hallamos los inhibidores selectivos de la recaptación de serotonina (ISRS), que son antidepresivos que cuya función es bloquear la recaptación de serotonina en las neuronas, hecho que aumenta la disponibilidad del neurotransmisor en el espacio sináptico y, en consecuencia, potencia su acción. Otros medicamentos como los triptanes, que tratan la migraña, actúan estimulando los receptores de serotonina para conseguir efectos terapéuticos. Así, la actividad de TPH es fundamental, ya que niveles insuficientes de serotonina derivan en trastornos y patologías, muchas de las cuales son tratadas con medicamentos que precisamente pretenden incrementar la síntesis de serotonina o incrementar la acción de esta última.
Por otro lado, al ser TPH a su vez la precursora de la melatonina, sin una buena actividad de la enzima, no se produciría la melatonina, hormona esencial en la regulación del sueño, pudiendo provocar, si sus niveles son bajos, el trastorno del síndrome de las piernas inquietas, el desarrollo del hipotiroidismo, faltas de concentración y memoria y más alteraciones del sueño. Por estos motivos, TPH es clave para el buen funcionamiento del organismo.

## Estructura y características enzimáticas

### Isoformas
En los seres humanos, así como en la mayoría de los vertebrados, hay más de un gen que codifica para varias isoformas de la enzima TPH. En humanos se han descrito dos: la TPH1, localizado en el cromosoma 11, cuyo gen consiste en 10 exones que da lugar a una proteína final con 444 aminoácidos, y la TPH2, en el cromosoma 12, con 11 exones y una longitud  de 490 aminoácidos. Ambas conservan una identidad del 71% en su secuencia.
- TPH1 se expresa en la mayoría de los tejidos periféricos productores de serotonina: piel, intestino, glándula pineal, corazón, riñones y pulmones. Por tanto, su función principal es la síntesis de la serotonina del resto del organismo exceptuando la del sistema nervioso central, si bien también puede aparecer en este. Se ha visto que sus niveles son de 4 a 6 veces inferiores en el cerebro que los de TPH2, de manera que el rol de TPH1 en la síntesis de 5-HT y en la regulación de la conducta y la función cerebral parece ser menos importante que el de TPH2.[13][14]
- TPH2 se expresa exclusivamente en las neuronas productoras de serotonina del núcleo del rafe [15] y es la isoforma principal del sistema nervioso central. Se ha visto que en ratones con deficiencia de TPH1, pero que expresan con normalidad TPH2, la serotonina se sintetiza correctamente en el cerebro y no hay cambios conductuales respecto a los que presentan niveles más altos de TPH1.[16]

### Estructura primaria
Las dos isoformas de TPH, como cualquier otra proteína, están constituidas por un conjunto de aminoácidos unidos mediante enlaces peptídicos. La cadena de TPH2 presenta una longitud mayor (490 aminoácidos), con 46 residuos más que TPH1 (444 aminoácidos). Cada uno de los monómeros, es decir, cada cadena polipeptídica que constituye a ambas proteínas (presentan estructura cuaternaria formada por varias subunidades, posteriormente definida), está caracterizado por un dominio N-terminal regulador, un dominio catalítico y un pequeño dominio tetramerizado en el extremo C-terminal.

### Estructura secundaria
TPH está formada por múltiples estructuras regulares, el conjunto de las cuales constituye la estructura final de la proteína. Así, cada subunidad se divide en varios segmentos, que adquieren conformaciones espaciales distintas y de longitud variable. Mayoritariamente abundan los fragmentos con estructura secundaria α hélice, en la que el esqueleto peptídico se enrolla de forma helicoidal de tal manera que los grupos carboxilíco y amino quedan orientados hacia dentro de la estructura (parte hidrofóbica) formando puentes de hidrógeno entre sí, mientras que las cadenas laterales variables quedan en el lado hidrofílico, en contacto con el exterior. Un ejemplo de segmento con estructura de hélice α lo podemos hallar en el dominio COOH de las enzimas TPH1 y TPH2. Ahora bien, también se observan, en menor proporción, segmentos de cadenas polipeptídicas unidas mediante puentes de hidrógeno con estructura de lámina β, que en las imágenes tridimensionales adquieren una forma plana.

### Estructura terciaria
Cuando TPH se pliega, cada una de sus subunidades adquiere una estructura característica que, en este caso, todavía no es funcional, ya que requiere de la unión con el resto de las subunidades para que la proteína ya pueda funcionar correctamente. En esta estructura terciaria hallamos dominios, es decir, conjuntos de aminoácidos no contiguos que interaccionan entre sí cuando la proteína se pliega, y que adquieren funciones específicas. En el caso de TPH, estos dominios funcionan como reguladores y catalíticos, por lo que son fundamentales para la funcionalidad de la hidroxilasa.

#### Dominios reguladores, catalíticos y tetramerizados
Ambas enzimas presentan un dominio catalítico central de unos 300 residuos de largo, un dominio con forma tetramerizada en el extremo COOH y una dominio terminal en el extremo NH2 que presumiblemente funciona como regulador. El dominio COOH contiene una estructura secundaria en forma de α-hélice de entre 25 y 27 residuos de largo, que es responsable de la tetramerización de esta zona.
En los que respecta a la zona catalítica, todos los residuos involucrados en la actividad enzimática y la unión específica al sustrato se hallan en este dominio, que se calcula que está formado por 300 aminoácidos en todas las proteínas de la familia hidroxilasa. Por ello, este dominio adquiere gran importancia en ambas enzimas, ya que es la región encargada de identificar al sustrato, el triptófano en su forma L, e interactuar con él para producir la reacción enzimática de hidroxilación. Así, el sitio catalítico rodea al sustrato formando una "jaula hidrofóbica" en la que este queda encerrado, y también se une a un átomo de hierro (II) y al cofactor BH4. Ambas enzimas, así como el resto de las hidroxilasas (PAH y TH) presentan una secuencia de 5 aminoácidos (Val-Pro-Trp-Phe-Pro) que marcan el inicio del dominio catalítico.
Los sitios activos de la zona catalítica son aquellos que se unen a los sustratos, el triptófano, así como al cofactor y a la coenzima en la reacción de hidroxilación. Hay dos histidinas y un glutamato como ligandos al hierro, que debe estar en forma Fe II para la actividad de la proteína. Por otro lado, BH4 interactúa con las cadenas laterales de un glutamato y una fenilalanina, así como con aminoácidos de la cadena principal. Finalmente, el grupo carboxil del triptófano interactúa con una arginina y un aspartato. La cadena lateral del sustrato aminoácido se mantiene en una bolsa hidrófoba formada por una prolina, una histidina y dos fenilalaninas.
En lo que respecta al dominio regulador del extremo terminal NH2, cabe mencionar que el de TPH2 difiere del dominio presente en TPH1, y se ha comprobado su homología al de otra enzima de la familia de las hidroxilasas: TH. Esta estructura presente en TPH2 y TH podría servir para aportar estabilidad a las enzimas, de manera que TPH2, en comparación a TPH1, sería más estable. Ahora bien, la función más importante de este dominio es la de bloquear físicamente la entrada al sitio activo de la enzima, controlando el acceso del sustrato triptófano y del cofactor BH4. Así, este dominio es capaz de regular la función y actividad de la proteína, permitiendo o no la entrada de sustrato y, por ende, la catalización de la reacción de hidroxilación.

### Estructura cuaternaria
Tanto TPH1 como TPH2 (y las otras dos hidroxilasas) presentan una estructura cuaternaria en forma de homotetrámero. Solo son funcionales por tanto cuando están constituidas por cuatro cadenas polipeptídicas, y todas las subunidades que componen a la enzima son iguales (por ello es un homómero).

### Polimorfismos
La actividad enzimática de TPH2 es especialmente susceptible a mutaciones, que provocan una reducción de la actividad de esta enzima. Así, se han identificado polimorfismos funcionales de un solo nucleótido en el gen que codifica para TPH2 que están asociados con trastornos mentales. Es el caso del polimorfismo Arg441His, que en un estudio ha resultado en una reducción del 80% de esta enzima al expresarse en un cultivo celular. Así mismo, en este mismo estudio se halló una mayor presencia de la mutación en individuos con trastorno de depresión mayor (TDM) que en individuos control. Por ello, los polimorfismos de la enzima pueden ser factores de riesgo de trastornos psiquiátricos como TDM.

## Regulación de la actividad enzimática

### Regulación natural
TPH está sometida a una estricta regulación por parte del propio organismo mediante tres mecanismos distintos:
1. Activación por fosforilación: la proteína quinasa A (PKA) fosforila (añade un grupo fosfato) a un residuo de serina del dominio regulador N-terminal. La fosforilación de la serina induce un cambio conformacional que desplaza al dominio regulador, que puede actuar como inhibidor de la unión del sustrato al centro catalítico, facilitando así la unión de los sustratos al dominio catalítico.
2. Inhibición por el cofactor BH4: esta molécula puede interaccionar con el dominio regulador e impedir que se produzca el mecanismo activador anterior. Es decir, BH4 impide la fosforilación del dominio regulador, facilitando así que este último bloquee el centro activo e impida la unión de los sustratos. Si bien BH4 funciona como inhibidor, y puede parecer que su función es perjudicial, ya que no permite la síntesis de serotonina, es necesaria su acción para la estabilidad de la enzima, ya que protege al centro activo del daño que pueden causarle las especies reactivas del oxígeno.
3. Activación por sustrato: el triptófano puede unirse al centro activo y ser hidroxilado, pero también puede funcionar como alóstero y unirse al centro alósterico. Así induce cambios conformacionales que desplazan BH4 en el sitio activo, que deja de interaccionar con el dominio regulador N-terminal, el cual queda expuesto para ser fosforilado por PKA. Así, el triptófano no solo es el sustrato de la reacción, sino que también puede funcionar como alóstero y regular la actividad de TPH.[37]

### Regulación artificial
Las alteraciones en la actividad de TPH pueden provocar cambios en la cantidad de serotonina liberada en el espacio sináptico y en su estado funcional. Como consecuencia, los tratamientos farmacológicos que modifican esta enzima pueden tener efectos tanto a corto como a largo plazo sobre la serotonina. Debido a la importancia de este neurotransmisor y  su relación con distintos trastornos psiquiátricos, se cree que las alteraciones en la actividad de TPH pueden conducir a condiciones clínicamente significativas.
Existen diferentes tratamientos farmacológicos que pueden alterar la actividad de TPH, pero hay algunos que inactivan la enzima y a la vez dañan la serotonina.
- Anfetaminas neurotóxicas: drogas como la metanfetamina y 3,4-metilendioximetanfetamina (MDMA o "Éxtasis") producen una disminución de TPH que puede llegar a ser permanente en el hipocampo. A la vez, aumenta su actividad en el lóbulo frontal (lo que se debe a un intento de compensación por la pérdida de función de la serotonina debido al MDMA).[39]
- L-DOPA: es la terapia más común para tratar la enfermedad de Parkinson. Consiste en el incremento del nivel de dopamina en el cerebro, que se ve reducido debido a la degeneración de las neuronas por la enfermedad de Parkinson. La L-DOPA por sí sola no tiene efectos sobre TPH, pero la L-DOPA-quinona sí que inactiva esta enzima. La TPH es una enzima dependiente del hierro, en cambio, L-DOPA (y dopamina) son quelantes de hierro y, por lo tanto, son capaces de inhibirla. También la convierten en una quinoproteína de ciclo redox.[38][40]

A la vez, hay tratamientos que solo alteran la actividad de uno de los tipos de TPH, ya sea TPH1 o TPH2, como las acilguanidinas (1-O-Galloilpedunculagina inhibe específicamente TPH1 y no provoca ningún efecto en TPH2). También hay sustancias que aumentan la actividad enzimática de la TPH, como algunos corticosteroides (dipropionato de beclometasona, dexametasona, cortisona, prednisolona y betametasona).

## Implicaciones en la salud

### Efecto en los trastornos neuropsiquiátricos
TPH es la enzima limitante de la biosíntesis de la serotonina, por lo que puede provocar cambios correspondientes al contenido neuronal de 5-HT, a través de aumentos o disminuciones de su actividad catalítica. En otras palabras, TPH juega un papel fundamental en la regulación de la serotonina cerebral. Como consecuencia, se ve implicada en la disfunción de numerosos trastornos psiquiátricos y rasgos de comportamiento, ya que se asocia genéticamente con la actividad neuronal. De este modo, una mutación en el gen que codifica para TPH puede inducir el desarrollo de trastornos como la depresión y la conducta suicida.

#### Depresión
TPH tiene un rol destacado en la fisiopatología de la depresión, debido a que el agotamiento del triptófano, sustrato de TPH, puede inducir un estado depresivo transitorio en individuos con antecedentes conocidos de trastorno depresivo. En individuos con esta patología, el gen que codifica TPH incluye dos polimorfismos en la posición 218 (A218) y 779 (A779) del intrón 7, que se encuentran en fuerte desequilibrio. El polimorfismo A218C, el menos común de la enzima, se encuentra en un sitio potencial de unión al factor de transcripción GATA, el cual desempeña un gran papel no sólo en la pérdida de las conexiones neuronales, sino también en los síntomas de la depresión; por lo tanto, puede influir en la expresión genética y, consecuentemente, en la respuesta antidepresiva.

#### Conducta suicida
Profundizando en el papel de la enzima en la actividad cerebral, TPH se expresa predominantemente en las neuronas serotoninérgicas de los núcleos del rafe, de manera que los polimorfismos que afectan la expresión del gen de TPH resultan en la alteración de los procesos fisiológicos relacionados con 5-HT. Concretamente, el alelo TPH*A del poliformismo A218C, es el que está asociado con la disminución de la síntesis de 5-HT. Por tanto, la presencia de dicho alelo mutado en los seres humanos puede contribuir a la predisposición de desarrollar conducta suicida, al encontrarse en la región codificante de la TPH.

## Investigación y avances
Estudios recientes han mostrado que la naturaleza mitógena de los receptores de 5-HTP ligados a la serotonina conduce a una mayor proliferación de células tumorales en cánceres como el cáncer de próstata y el cáncer de mama. Por ello, inhibir la enzima TPH, evitando así la síntesis de 5-HTP; puede convertirse en una terapia para prevenir y tratar neoplasias malignas y sólidas.
Por otro lado, las células inmunes expresan receptores 5-HT, SERT y TPH. Diferentes estudios han mostrado que la serotonina ejerce efectos complejos sobre la liberación de citoquinas de macrófagos y monocitos, y por lo tanto es un factor crucial en el control del microambiente inmunológico. Es decir, regular la enzima TPH permitiría regular estas reacciones.
Finalmente, regular la actividad de TPH tiene un impacto directo en la expresión de enfermedades mentales como la depresión, provocada por una falta de serotonina. Potenciando la actividad de TPH se sintetitiza más este neurotransmisor y, por lo tanto, es posible prevenir y tratar esta enfermedad y otros trastornos neuropsiquiátricos.